# Toilet advertising
Il Toilet Advertising (anche conosciuto come Bathroom Advertising, Restroom Advertising e Pubblicità nei servizi igienici), rappresenta una tecnica di marketing below the line, ovvero si pone per modalità (attraverso il contatto diretto con target) in alternativa alla pubblicità tradizionale (above the line)  e per finalità in modo complementare, potendo sia agire da perno della campagna pubblicitaria che da supporto all'advertising convenzionale.
Questa forma di pubblicità sfrutta un mezzo di comunicazione fino qualche anno fa totalmente inesplorato: i servizi igienici.
Tecnicamente consiste nell'installazione all'interno di un supporto fisico (cornicetta a muro) di una locandina raffigurante un messaggio pubblicitario. I formati più utilizzati sono gli A4 e gli A3.

## Storia
Nasce negli anni ‘90 negli Stati Uniti, dove si diffonde con capillarità sul territorio ed acquista nel giro di un decennio una posizione di rilievo all'interno del media mix delle aziende statunitensi. Agli albori del nuovo millennio si affaccia anche nel Vecchio Continente, in particolar modo in Gran Bretagna e nel nord Europa, dimostrando la propria efficacia anche nei confronti dei più tradizionali consumatori europei.

## Efficacia
Il punto di forza di questo mezzo di comunicazione è la forte efficacia riscontrata nelle campagne pubblicitarie implementate in Nord America e nel Regno Unito. Gli elementi alla base del successo sono:
1. Targeting sul sesso al 100%
2. Posizione del messaggio: risulta impossibile da ignorare
3. Captive audience: elevato tempo di esposizione al messaggio in assenza di distrazioni esterne
4. Economicità: nei mercati USA e UK questa forma di pubblicità si è sempre contraddistinta per un pricing molto aggressivo, garantendo un ROI molto elevato per il committente della campagna pubblicitaria.

## Diffusione in Italia
All'interno del panorama italiano, fino ad ora restio all'adozione di questo nuovo mezzo, solo nell'ultimo periodo si sono sviluppate le prime forme di toilet advertising.